# Mycosphaerella albescens
Mycosphaerella albescens är en svampart som tillhör divisionen sporsäcksvampar, och som först beskrevs av Gottlob Ludwig Rabenhorst, och fick sitt nu gällande namn av Jens Wilhelm August Lind. Mycosphaerella albescens ingår i släktet Mycosphaerella, och familjen Mycosphaerellaceae. Arten är reproducerande i Sverige.